# Patrik Wålemark
Jens Patrik Wålemark (ur. 14 października 2001 w Göteborgu) – szwedzki piłkarz występujący na pozycji napastnika w polskim klubie Lech Poznań. Były młodzieżowy reprezentant Szwecji.

## Sukcesy

### Feyenoord
- Mistrzostwo Holandii: 2022/2023
- Liga Konferencji UEFA (2. miejsce): 2021/2022

### Lech Poznań
- Mistrzostwo Polski: 2024/2025